# Hamilton County, Tennessee
Hamilton County är ett administrativt område i delstaten Tennessee, USA, med 336 4632 invånare. Den administrativa huvudorten (county seat) är Chattanooga.

## Geografi
Enligt United States Census Bureau har countyt en total area på 1 491 km². 1 404 km² av den arean är land och 86 km² är vatten.

### Angränsande countyn
- Bledsoe County - nord
- Rhea County - nordost
- Meigs County - nordost
- Bradley County - öst
- Whitfield County, Georgia - sydost
- Catoosa County, Georgia - syd
- Walker County, Georgia - syd
- Dade County, Georgia - sydväst
- Marion County - väster
- Sequatchie County - nordväst